# Бенелюкс
Бенелюкс е западноевропейски икономически съюз, включващ три съседни държави: Белгия, Нидерландия и Люксембург. Името му най-вероятно е въведено през 1946 г. и идва от първите букви на страните членки. Официалните езици са нидерландски (заради Нидерландия и Фландрия) и френски (заради Белгия и Люксембург).
От 27-милионното население на Бенелюкс:
- 83% са нидерландско говорещите, или 22,5 милиона души, разпределени 16,5 милиона в Нидерландия и 6 милиона фламандци в Белгия;
- 17% са франкофоните, или 4,7 милиона души, разпределени 4,2 милиона в Белгия и 0,5 милиона в Люксембург.

## Историческо развитие
Държавите от Бенелюкс са тясно свързани – имат близки културни, географски и социални връзки от стотици години. Те са и монархии. Териториите им са били последователно под испанско и австрийско владение. Историческите връзки обуславят и последвалото икономическо сътрудничество. През 20 век Белгия и Люксембург получават своята независимост и бързо разбират, че имат нужда да бъдат икономически съюзници. На 25 юли 1921 г. е подписано „Белгийско-люксембургското икономическо обединение“. То се счита за предвестник на Бенелюкс. Географското разположение на Белгия, Холандия и Люксембург се оказва неблагоприятно за страните по време на Първата и Втората световни войни. Заради последствията от войните – разрушения, икономическа стагнация и множество човешки жертви, през септември 1944 г. трите правителства в изгнание започват да подготвят план за икономическо сътрудничество и взаимопомощ; те се съгласяват да премахнат митниците по общите си граници и да обявят обща цена за стоките, влизащи от страни нечленки на Бенелюкс.
На 5 септември 1944 г. договорът е подписан, но е уточнено, че той ще влезе в сила от 1 януари 1948 г. В договора се предвижда създаването на митнически съюз, като заложената крайна цел е постигането на пълен икономически съюз – свободно движение на стоки, услуги, капитали и хора в рамките на съюза. След края на Втората световна война, на 16 март 1948 г., се подписва Брюкселският договор между страните от Бенелюкс, Франция и Англия. С него те взимат общо решение да се защитават взаимно от СССР, който в началото на 1948 г. спомага за осъществяването на комунистически преврат в Чехословакия, което развързва ръцете на новата американска външна политика, като през април 1949 г. се подписва Северноатлантическият договор – НАТО.
Договорът за икономически съюз между страните от Бенелюкс се сключва на 3 февруари 1958 г.

### Институции в Договора от 1958 година
Институциите на Бенелюкс в договора от 1958 година включват: Комитет на министрите, Консултативен междупарламентарен съвет (Парламент на Бенелюкс), Съвет на икономическия съюз, Главен секретариат, Комитети и специални комитети, Икономически и социален консултативен съвет, Съвместни служби и Колегия на съдиите.
1. Комитетът на министрите включва поне трима делегати от всяка страна-членка. Функцията му е изграждане на политики на сътрудничество, които се одобряват или не от правителствата на трите държави. Комитетът на министрите може да делегира правомощия на министерски работни групи относно вземането на решения. Решенията, които се вземат, се подготвят от специални комисии.
2. Парламентът на Бенелюкс е основан няколко години преди подписването на икономическия съюз – на 5 ноември 1955 г. Състои се от 49 депутати: 21 депутати от парламента на Белгия, 21 депутати от Холандия и 7 от парламента на Люксембург. Белгийските депутати се избират от двете камари на Белгийския федерален парламент и от Парламента на общините и регионите. Холандските депутати се избират от Сената и Камарата на представителите на парламента. Седемте депутати от Люксембург се избират от Камарата на депутатите. Парламентът на Бенелюкс заседава в Брюксел, Хага и Люксембург, като във всеки град пленарните срещи се провеждат за период от две години. През 2011 г. градът домакин е Хага. Секретариатът на парламента на Бенелюкс се намира в Брюксел.
3. Съветът на икономическия съюз е следващата по значение институция в Бенелюкс. Той наблюдава дейността на всички икономически специални комитети и се занимава с изготвяне на директиви.
4. Главният секретариат обслужва административната и логистична мрежа на Бенелюкс; осъществява връзка с дипломатите, държавите членки на Бенелюкс и различните комитети и съвети на национално регионално и местно ниво.
5. Колегията на съдиите е разделена на отдели в зависимост от естеството на проблема. Всяка страна-членка назначава по двама граждани във всяко подразделение. За всеки съдебен спор съответното подразделение осигурява по един съдия от националността на всяка от страните в съдебния спор и един член, избран от списък на Съвета на министрите. Колегията може да се произнася по възникващи различия между трите държави от съюза по отношение на приложението и целите на договора за съюз на Бенелюкс и свързаните с него конвенции. Друга функция на тази институция е да дава съвети при допитване от страна на Комитета на министрите. Към момента Колегията на съдиите не е действащ орган, тъй като е заместена от Съда на Бенелюкс, който покрива същата сфера на дейност.

### „Новите“ институции
Договорът между страните от Бенелюкс е подновен на 17 юни 2008 г. и в него представляващите институции са редуцирани до пет: Комитет на министрите, Съвет на Бенелюкс, Парламент на Бенелюкс, Съд, Главен секретариат и Агенция за интелектуалната собственост.
1. Съдът на Бенелюкс е международен форум за уреждане на спорове, към който могат да се обръщат граждани, организации, правителства на Люксембург, Белгия и Холандия. Създаването на Съда на съюза се въвежда с подписването на Договора на Бенелюкс от 1965 г., но влиза в сила през 1975 г. Съдът на Бенелюкс е съставен от съдии от върховните съдилища на трите държави и трябва да гарантира еднаквото тълкуване на общите правни норми. Позициониран е в Брюксел.
2. Агенцията за интелектуална собственост обединява двете служби на Бенелюкс – Управлението на търговските марки и Управлението по дизайн и проектиране. Това се случва, когато влиза в сила (от 1 септември 2006 г.) договорът за създаване на Организация за интелектуална собственост на Бенелюкс.

## Перспективи
Съюзът Бенелюкс е използван като модел за сключването на трите европейските общности с икономическа насоченост – ЕОВС, Европейската икономическа общност и Европейската общност за атомна енергия.
Главните цели на договора са продължаване и разширяване на сътрудничеството между страните от Бенелюкс в широкия европейски контекст. Освен това се предвижда засилване на сътрудничеството на Бенелюкс с други европейски държави или регионални структури на тези държави.
Основните теми, върху които се фокусира съюзът, са икономически съюз и вътрешен пазар, правосъдие и вътрешни работи, и устойчиво развитие.